# کهنوج (احمدیه)
کهنوج یک منطقهٔ مسکونی در ایران است که در دهستان کوه شاه واقع شده‌است. براساس سرشماری مرکز آمار ایران در سال ۱۳۹۵، کهنوج ۶۰ نفر جمعیت دارد.